# Oligacanthorhynchus lamasi
Oligacanthorhynchus lamasi är en hakmaskart som först beskrevs av Freitas och Costa 1964.  Oligacanthorhynchus lamasi ingår i släktet Oligacanthorhynchus och familjen Oligacanthorhynchidae. Inga underarter finns listade i Catalogue of Life.